# William Trousdale

William Trousdale

William Trousdale (* 23. September 1790 im Orange County, North Carolina; † 27. März 1872 in Gallatin, Tennessee) war ein US-amerikanischer Politiker und der 15. Gouverneur des Bundesstaates Tennessee.

## Frühe Jahre und militärischer Aufstieg
Der junge William Trousdale kam im Alter von sechs Jahren mit seinen Eltern nach Tennessee. Die Familie ließ sich im Sumner County nieder. Er besuchte öffentliche Schulen und studierte Jura. 1820 wurde er als Rechtsanwalt zugelassen.
Zuvor hatte er sich bereits als Soldat einen Namen gemacht. 1813 nahm er als Leutnant an einem Feldzug gegen die Creek-Indianer teil. Dann schloss er sich den Truppen des Generals Andrew Jackson an. Er war an den Schlachten von Talladega und New Orleans beteiligt und genoss seither großen Ruhm als Kriegsheld. Bei Ausbruch des Seminolenkrieges wurde er zum Generalmajor der Tennessee-Miliz befördert. Zu Beginn des Mexikanisch-Amerikanischen Krieges zehn Jahre später war Trousdale Oberst der regulären US Army. In diesem Krieg wurde er mehrfach verwundet. Er war mit seiner Einheit an der Erstürmung des Forts Chatulpetec bei Mexiko-Stadt beteiligt. Zur Belohnung ernannte ihn Präsident James K. Polk am 28. August 1848 zum Brevet-Brigadegeneral.

## Politische Laufbahn
Parallel zu seinen militärischen Erfolgen lief seine zivile und politische Laufbahn. Seit 1820 praktizierte er als Anwalt. Politisch gehörte er der Demokratischen Partei Andrew Jacksons an. In den 1830er Jahren unternahm er einige vergebliche Versuche, in den Kongress gewählt zu werden. Dafür war er von 1835 bis 1836 Mitglied des Senats von Tennessee. Im Jahr 1849 wurde er zum 15. Gouverneur von Tennessee gewählt.
Seine Amtszeit war von der Rivalität der beiden großen Parteien geprägt. Das bedeutendste Ereignis war eine Konferenz, die 1850 in Nashville stattfand. Auf dieser Konferenz, an der Vertreter aus neun Südstaaten teilnahmen, ging es um die Frage der Ausweitung der Sklaverei auf die neuen von Mexiko erworbenen Gebiete. Das Ergebnis der Konferenz führte zu dem sogenannten Kompromiss von 1850. Bei der Wahl 1851 unterlag er dem Whig-Kandidaten William B. Campbell.

## Lebensabend und Tod
1853 ernannte ihn Präsident Franklin Pierce zum Botschafter in Brasilien. Dieser Posten kam Trousdale sehr gelegen, weil er sich von dem Klima in dem südamerikanischen Land eine Besserung seiner mittlerweile angeschlagenen Gesundheit erhoffte. Trousdale blieb vier Jahre lang auf diesem Posten. Danach war er wieder als Anwalt tätig. Er überlebte den amerikanischen Bürgerkrieg, sein Gesundheitszustand wurde aber immer schlechter. Er starb am 27. März 1872.
Seit 1827 war er mit Mary Ann Bugg verheiratet, mit der er sieben Kinder hatte.